# Wypadek ciężarówki wojskowej pod Bytomiem Odrzańskim

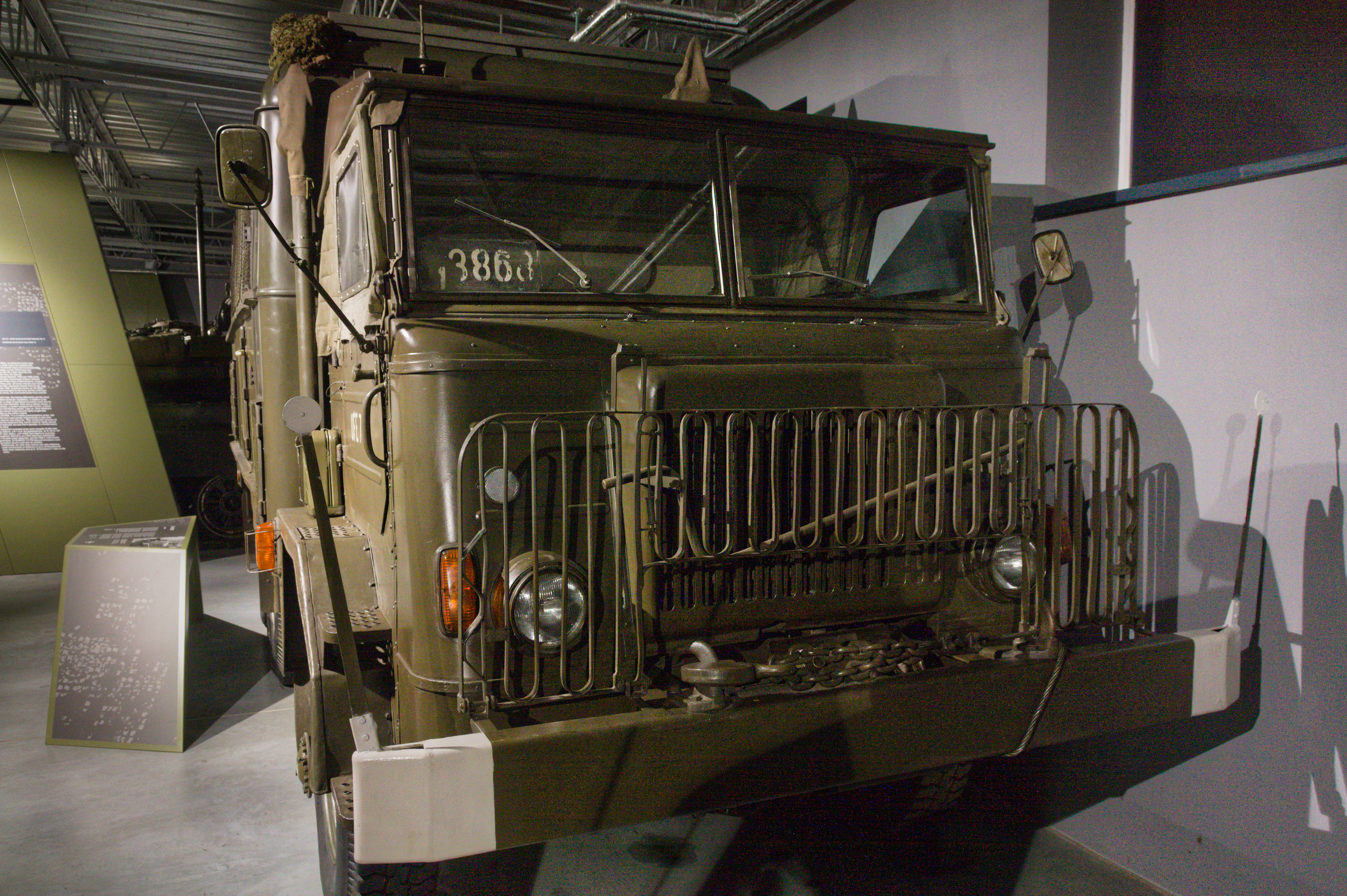
Samochód ciężarowy Star 66

Katastrofa kolejowa z ciężarówką wojskową pod Bytomiem Odrzańskim – katastrofa w ruchu lądowym, która wydarzyła się 4 czerwca 1988 roku o godzinie 6:50 na przejeździe kolejowo-drogowym, na linii kolejowej nr 273 niedaleko Bytomia Odrzańskiego (w obecnym województwie lubuskim). W wojskową ciężarówkę Star 66 uderzył jadący z prędkością 100 km/h pociąg numer 67413, prowadzony lokomotywą EU07-378 wyprodukowaną w 1985 r.. W wyniku zdarzenia zginęło 10 z 13 jadących ciężarówką żołnierzy 13 Pułku Zmechanizowanego z Kożuchowa.

## Historia
Żołnierze jechali do prac przy rowach melioracyjnych w pobliskiej wsi Żukowice. Na ciężarówce wieziono 8 kanistrów z benzyną do maszyn używanych przez żołnierzy. W dniu wypadku ciężarówką kierował niezbyt doświadczony kierowca – dowódca żołnierzy (wcześniej zgodził się, aby etatowy kierowca udał się na tzw. „lewiznę” do rodziny w Bytomiu Odrzańskim). Przejazd (bez zapór) był słabo widoczny z drogi – zasłaniały go krzewy i słupy trakcyjne. Najprawdopodobniej kierowca ciężarówki (który zginął w wypadku) zasugerował się tym, że przez przejazd przejechał pociąg i nie pomyślał, że po drugim torze może jechać z naprzeciwka inny pociąg, przez co wjechał z prędkością 70 km/h na przejazd od razu, jak tylko minął go pierwszy pociąg. Możliwe bezpośrednie przyczyny niezatrzymania się ciężarówki:
- zignorowanie sygnałów dźwiękowych lokomotywy przez kierowcę, który mógł sądzić, że pochodzą one z tego pociągu, który minął przejazd
- zły stan techniczny ciężarówki, przez co opóźnione zostało hamowanie
- niedawanie sygnałów dźwiękowych przez maszynistę

W wyniku zderzenia doszło do wybuchu benzyny wiezionej w kanistrach – powstały pożar objął wrak ciężarówki i lokomotywę. Na miejscu zginęło 5 żołnierzy, a pozostałych 5 zmarło w szpitalach wskutek oparzeń. Na podstawie tych wydarzeń powstał reportaż Przejazd, nakręcony przez Studio Filmowe Pomorskiego Okręgu Wojskowego.
Po tym wypadku decyzją Dyrektora Generalnego PKP z dnia 21 lipca 1988 nakazano malowanie czół lokomotyw na żółto, co miało zapewnić poprawę widoczności nadjeżdżających pociągów na przejazdach. Zarządzenie to zostało oficjalnie uchylone 27 lutego 2002 roku, jednak pod koniec lat 90. XX w. zaniechano tego ze względu na wprowadzony obowiązek całodziennej jazdy lokomotyw ze światłami.

## Ofiary
| Lp. | Stopień wojskowy  | Imię i nazwisko      |
| 1.  | szeregowy         | Robert Bogusz        |
| 2.  | starszy szeregowy | Tomasz Gierłatowski  |
| 3.  | starszy szeregowy | Robert Kopciuch      |
| 4.  | starszy szeregowy | Jerzy Piłat          |
| 5.  | starszy szeregowy | Piotr Poskuta        |
| 6.  | kapral            | Stanisław Brotko     |
| 7.  | kapral            | Stanisław Rogalski   |
| 8.  | starszy kapral    | Krzysztof Raczkowiak |
| 9.  | starszy kapral    | Jarosław Wadycki     |
| 10. | chorąży           | Konrad Burzyński     |